# 鳥栖スタジアム
鳥栖スタジアム（とすスタジアム、Tosu Stadium）は、佐賀県鳥栖市にある球技場。施設は鳥栖市が所有し、2013年3月末までは鳥栖市地域振興財団が指定管理者として運営管理を行っていたが、同財団の解散に伴い2013年4月以降は鳥栖市が直営で管理を行っている。
久留米市に本社を置く総合不動産会社の駅前不動産ホールディングスが命名権を取得しており、2019年2月1日より「駅前不動産スタジアム」（えきまえふどうさんスタジアム、略称「駅スタ」）の呼称を用いている（詳細は後述）。

## 概要
JR鳥栖駅構内にあった鳥栖機関区及び鳥栖操車場跡地に、JFL所属の鳥栖フューチャーズ（1997年1月解散）のホームスタジアムとして建設された。トラックをもたない球技場としては佐賀県内最大の規模で、こけら落としは1996年6月の鳥栖フューチャーズ vs 本田技研戦である。

## 施設
ピッチの四辺に平行に全面二層式のスタンドが設けられていて、ピッチレベルを1階と見なしているため下層スタンドが2階席、上層スタンドが3階席になる。鉄筋コンクリート構造のスタジアム躯体（2階席）の上部に鉄骨構造で組み上げられた3階席のスタンドが設けられており、メインスタンドとバックスタンドの支柱は鳥栖市内の遺跡から出土した弥生時代の細形銅剣をモチーフにしている。
メインスタンドとバックスタンドは2階・3階とも全席個別席で、バックスタンド2階席の両端を除いてほぼ全面が屋根に覆われている。一方、両サイドスタンド（ゴール裏）は2階席が座席のない立ち見席で、3階席はベンチシートとなっており、共に屋根はついていない。バックスタンドと両サイドスタンドとの間のコーナーは用地上の制約から大きく切り欠かれた形状となっており（バックスタンド2階の屋根なし部分はこの切り欠き部に当たる）、2階席最上段のレベルで両スタンドを結ぶ通路となっている。メインスタンド・バックスタンドの3階席は各列に手すりが設けられている。
スタンド1階部分はオフィススペースとなっており、記者室、インタビュー室、本部室、トレーニングルーム、ロッカールーム、会議室、貴賓室が設けられている。2005年シーズン開幕より、サガンのクラブ事務所、並びに後援団体佐賀県プロサッカー振興協議会の事務所が入居している。
大型ビジョン（映像表示装置）はアウェー側サイドスタンドとバックスタンドの間の通路部に2006年3月に設置された。初代装置は井川幸広（サガンドリームス代表取締役会長）が社長を務めるクリーク・アンド・リバー社（C&R社）の寄付によるものであったが、2014年に部分改修が行われている（後述）。これとは別に、アウェー側サイドスタンド3階席最上段に電光掲示板（得点掲示および45分計）がスタジアムの開設当初から設置されている。また、バックスタンド前面に出場選手の氏名を表示するパネル板（ラグビーにも対応できるよう15人分のパネルを設置可能）が用いられていたが、ビジョン設置後は得点表示・選手表記はそちらに移り、使われていない。
広告看板については、ピッチ側やバックスタンド3階席（二層目）最前列に設置された立て看板・横断幕形式（2013年はピッチサイド広告にLEDリボンビジョンも併用）のほか、ゴール裏最前列の直接貼り付け型の広告を張り付けるためのスペース（茨城県立カシマサッカースタジアムとほぼ同じモデル）が設置されている
照明設備は屋根と一体型となっており、照明柱はない。施設内は禁煙である（喫煙スペースは入場ゲートの外側に設けられている）。

### 施設改修
完成から15年以上経過したスタジアムでは設備の老朽化が見られると共に、Jリーグクラブライセンス基準やAFCチャンピオンズリーグ (ACL) の開催基準を満たさない項目が一部見られることを踏まえ、2013年度から2,3年をかけて一部の施設改修を行った。設備改修は鳥栖市が主導してJリーグのオフシーズンに集中して行うが、佐賀県も支援を検討していた。具体的には以下のような項目が実施された。
- トイレの増設と洋式化 - ライセンス基準に対して半数程度しかないトイレ数[注 1]を確保するため、北側サイドスタンドそば（チケット売り場前）にトイレ棟を増築するとともに、既存の和式トイレを洋式化。
- 大型映像装置の改修 - ビジョンの躯体をそのまま残して改修。これにより、従来はシステム上の問題から大型映像装置に試合時間の表示が出来ず[11]、電光掲示板の死角になるアウェー側サイドスタンド2階席からは試合時間を知ることが出来なかった問題が改善された。
- 照明設備の改修 - 2013年度に調査設計を実施。

鳥栖市ではその他の老朽化部分の改修費用捻出に苦心していたが、サガン鳥栖のメインスポンサー（当時）の一つであるCygamesが地方創生応援税制（企業版ふるさと納税）の制度を活用して、2017年度からの3年間で合計6億8,600万円を鳥栖市に寄付することを表明。鳥栖市では「スタジアムリニューアルによる魅力向上プロジェクト」 を内閣府に申請し、これが2017年11月に承認された ことにより、同事業に基づいて以下の施設改修が進められることになった。工事は三井住友建設が担当し、2018年8月から本格化している。
- スタンドの支柱（2018年にメインスタンドとホームゴール裏スタンド、2019年にバックスタンドとアウェイゴール裏スタンド）を、サガン鳥栖のクラブカラーであるサガンブルーとサガンピンクに全面塗り替え。
- 外壁部分を再塗装。
- スタジアム内エントランスホール付近にミュージアムコーナーを整備。
- トイレ外壁や誘導灯、掲示サインの改修。

2023年シーズンオフからはサガン鳥栖と鳥栖市が協議し、座席のリニューアルを実施する。AFCチャンピオンズリーグのスタジアム基準に合わせるもので、背もたれ無しだった座席を背もたれ・ドリンクホルダー付きのものに交換すると共に、一列19席を16席に減じて座席間隔を広げる。併せてバックスタンドの一部にテーブル付きのグループ向け座席を設定する。なお、不要になった座席は希望者に無料で配布された。

## 命名権
| 命名権による呼称           | 契約企業                   | 契約料年額（万円）            | 契約期間                      |
| -------------------------- | -------------------------- | ----------------------------- | ----------------------------- |
| ベストアメニティスタジアム | ベストアメニティ           | 3,150                         | 2008年1月1日 - 2010年12月31日 |
| ベストアメニティスタジアム | ベストアメニティ           | 3,150（2011シーズン）         | 2011年1月1日 - 2013年12月31日 |
| ベストアメニティスタジアム | ベストアメニティ           | 5,250（2012 - 2013シーズン）  | 2011年1月1日 - 2013年12月31日 |
| ベストアメニティスタジアム | ベストアメニティ           | 3,000                         |                               |
| ベストアメニティスタジアム | ベストアメニティ           | 2014年1月1日 - 2014年12月31日 |                               |
| ベストアメニティスタジアム | ベストアメニティ           | 2015年1月1日 - 2015年12月31日 |                               |
| ベストアメニティスタジアム | ベストアメニティ           | 2016年1月1日 - 2016年12月31日 |                               |
| ベストアメニティスタジアム | ベストアメニティ           | 2017年1月1日 - 2017年12月31日 |                               |
| ベストアメニティスタジアム | ベストアメニティ           | 2018年1月1日 - 2018年12月31日 |                               |
| 駅前不動産スタジアム       | 駅前不動産ホールディングス | 3,200（2019シーズン）         | 2019年2月1日 - 2022年1月31日  |
| 駅前不動産スタジアム       | 駅前不動産ホールディングス | 3,000（2020シーズン以降）     | 2019年2月1日 - 2022年1月31日  |
| 駅前不動産スタジアム       | 駅前不動産ホールディングス | 3,000                         | 2022年2月1日 - 2025年1月31日  |
| 駅前不動産スタジアム       | 駅前不動産ホールディングス | 3,000                         | 2025年2月1日 - 2028年6月30日  |

### ベストアメニティスタジアム
鳥栖市は、スタジアムに命名権を導入するため2006年10月31日から11月24日までの間にスポンサー企業を募集したが、応募企業は無かった。
2007年に募集を再開し、サガン鳥栖を運営するサガンドリームスの仲介で、福岡県久留米市に本社を置き、雑穀米などの食品卸売・直販などを手がけるベストアメニティが締切の9月29日までに応募し、11月30日に同社が年間3,150万円、2008年1月1日からの3年契約で命名権を取得、愛称を「ベストアメニティスタジアム」（BEST AMENITY STADIUM、略称：ベアスタ）とした。佐賀県内の公共施設で命名権が売却されるのはこれが初めてのケースとなる。2010年12月9日に3年契約を更新した。金額はこれまでと同じ年間3,150万円だがJ1昇格時には年間5,250万円となる契約が追加され、2012年、サガンがJ1に昇格したことで、契約料は年間5,250万円となった。
2013年5月31日、鳥栖市はベストアメニティが「（サガン鳥栖が）J1昇格も果たしたので、一つの区切りを付ける」と鳥栖スタジアムの命名権契約を更新しない旨を表明したことから、新たな命名権者を募ることとなった。募集期間は2013年6月から8月の3ヶ月間で、契約料は5000万円（消費税別）以上。今回はサガン鳥栖の練習場である鳥栖スタジアム北部グラウンドとの一括で募集する。しかし、契約金がネックになり、この3か月間での応募企業はなく、改めて契約金を引き下げる、ベストアメニティに契約の延長を改めて検討してもらうなどした上での再募集を検討していた。
最終的に、契約額を3,000万円（消費税別）に引き下げた上で、ベストアメニティと再契約を交わし、引き続き「ベストアメニティスタジアム」の名称を用いることになった。契約期間は2014年1月1日からの1年間で、以後、1年ごとの自動更新になる。命名権の再契約について、ベストアメニティ社長の内田弘は「6年間続けてきた愛着もある。地元企業が出てくればお願いするが、長い期間支援していきたい」と（新たなスポンサーが現れるまでは）長期契約の意向を示していた。2018年11月27日、ベストアメニティとのネーミングライツ契約が同年12月31日で終了となる事を発表。ベストアメニティ側から「リニューアルで新しく生まれ変わる節目に（命名権を）バトンタッチしたい」と契約非更新の申し出があったという。
なお、ベストアメニティとの命名権契約を締結していた期間中の2011年9月に開催されたロンドンオリンピックサッカーアジア地区最終予選では、クリーンスタジアム規定に基づき「鳥栖スタジアム」のスタジアム名称で試合が開催された。このため、バックスタンド中央のスタジアムロゴも大会の横断幕をかぶせて対応した。

### 駅前不動産スタジアム
2019年1月7日から「年額3,000万以上、3年契約」の条件で新たな命名権者を募集開始。締め切りの1月22日までに間に佐賀県内外の4社から応募があり、鳥栖市の選考委員会が金額、地域貢献度、経営の安定性などを総合的に評価して、久留米市に本社を置き、鳥栖市（JR鳥栖駅前）にも営業拠点を置く総合不動産会社の駅前不動産ホールディングスを選定。愛称を「駅前不動産スタジアム」（EKIMAE REAL ESTATE STADIUM、略称：駅スタ）とした。契約期間は2019年2月1日から2022年1月31日までの3年契約で、契約金額は3年総額9,200万円。1年目が年額3,200万円で2年目以降は3,000万円と報道されている。2022年に3年間（総額9,000万円）、2025年に3年5ヶ月（総額1億250万円）の命名権契約を更新している。

## 主な開催イベント

### サッカー

#### 国内試合
- 1996年6月16日 - JFL第11節・鳥栖フューチャーズ vs 本田技研（こけら落とし、観客数は20,686人）[6]。
- 1996年8月17日 - 1996JリーグヤマザキナビスコカップグループA（第7節・第1レグ）・ジュビロ磐田 vs 京都パープルサンガ（現在のJ1相当クラスの初の試合）
- 1996年12月26日 - 第76回天皇杯準々決勝・ヴェルディ川崎 vs 鹿島アントラーズ
- 2007年8月5日 - 平成19年度全国高等学校総合体育大会（2007青春・佐賀総体）決勝・市立船橋高校 vs 星稜高校
- 2008年12月20日 - 第88回天皇杯準々決勝・サガン鳥栖 vs 横浜F・マリノス[36]
- 2011年12月3日 - J2第38節・サガン鳥栖 vs ロアッソ熊本（観客数22,532人は当時スタジアムの最多観客数）[6][37]。
- 2013年8月8日 - 平成25年度全国高等学校総合体育大会女子準決勝・大商学園 vs 村田女子、作陽 vs 日ノ本学園[注 2]
- 2014年7月23日 - J1第16節・サガン鳥栖 vs 川崎フロンターレ（観客数23,277人はスタジアムの最多観客数）[38]
- 2016年6月8日 - J2第17節・ロアッソ熊本 vs ツエーゲン金沢（熊本地震の影響で熊本のホームであるうまかな・よかなスタジアムが使用出来ないための代替開催[39]。観客数2,638人）
- 2016年6月19日 - J2第19節・ロアッソ熊本 vs カマタマーレ讃岐（同上。観客数5,191人）
- 2024年9月25日 - 第78回国民スポーツ大会（SAGA2024）少年男子決勝・佐賀県選抜 vs 広島県選抜

#### 国際試合
- FIFA（国際サッカー連盟）主管試合
  - 2011年9月21日 - ロンドンオリンピックサッカーアジア地区最終予選グループC・U-22日本代表 vs U-22マレーシア代表（男女通じて初の日本代表公式戦。観客数22,504人）[6][40]
- 日本代表強化試合及び国際親善試合
  - 2000年6月14日 - キリンカップサッカー2000・スロバキア代表 vs ボリビア代表（スタジアム初の国際Aマッチ）[6]
  - 2002年5月24日 - 国際親善試合・サガン鳥栖 vs カメルーン代表（2002 FIFAワールドカップ関連イベント、観客数は17,062人）[6]
  - 2013年6月20日 - キリンチャレンジカップ2013・日本女子代表 vs ニュージーランド女子代表（初の女子日本代表の公式戦。観客数8,881人）[41]
  - 2016年5月11日 - MS&ADカップ2016 〜九州 熊本震災復興支援チャリティーマッチ がんばるばい熊本〜・U-23日本代表 vs ガーナA代表（観客数11,038人）[42]

### ラグビー
- 2008年12月14日 - ジャパンラグビートップリーグ2008-2009第9節・コカ・コーラウエストレッドスパークス vs ヤマハ発動機ジュビロ[43]
- 2009年6月5日・6月9日・6月13日 - IRB TOSHIBA JUNIOR WORLD CHAMPIONSHIP 2009, JAPAN.（U20世界ラグビー選手権）予選プール（各日2試合ずつ、計6試合）[44]
- 2023年5月13日 - ジャパンラグビーリーグワン D2/D3入替戦 九州電力キューデンヴォルテクス vs 清水建設江東ブルーシャークス (九電12-17江東、https://league-one.jp/match/24706)

### ラクロス
- 1998年7月5日 - 国際親善試合・オーストラリアU-19女子代表 vs 九州選抜（九州地区初の国際試合）

## 交通
- 鉄道

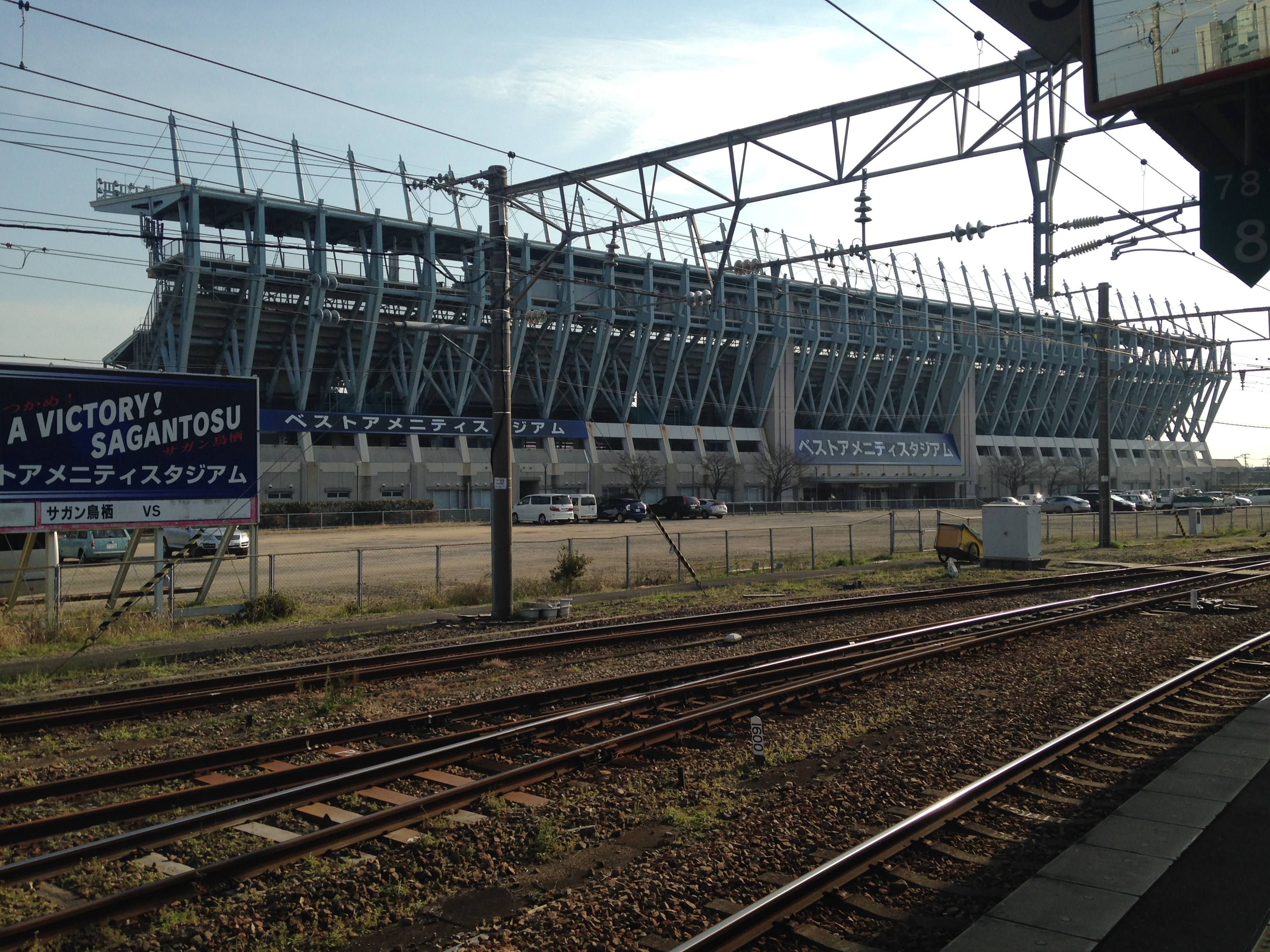
鳥栖駅6番のりばからスタジアムを望む

  - JR九州 鹿児島本線および長崎本線・鳥栖駅から徒歩3分（歩道橋「虹の橋」を利用）[1]
  - 西鉄天神大牟田線・西鉄小郡駅からタクシーで約10分[1]
  - JR九州 九州新幹線・長崎本線新鳥栖駅からタクシーで約10分[1]
- バス
  - JR九州 九州新幹線・長崎本線新鳥栖駅から西鉄バス「鳥栖駅」行で約11分[1]
- 自動車
  - 長崎自動車道鳥栖I.C.から車で10分[1]

## 周辺
- サンメッセ鳥栖（多目的ホールと文化施設）
- 鳥栖商工団地
- フレスポ鳥栖

## ギャラリー

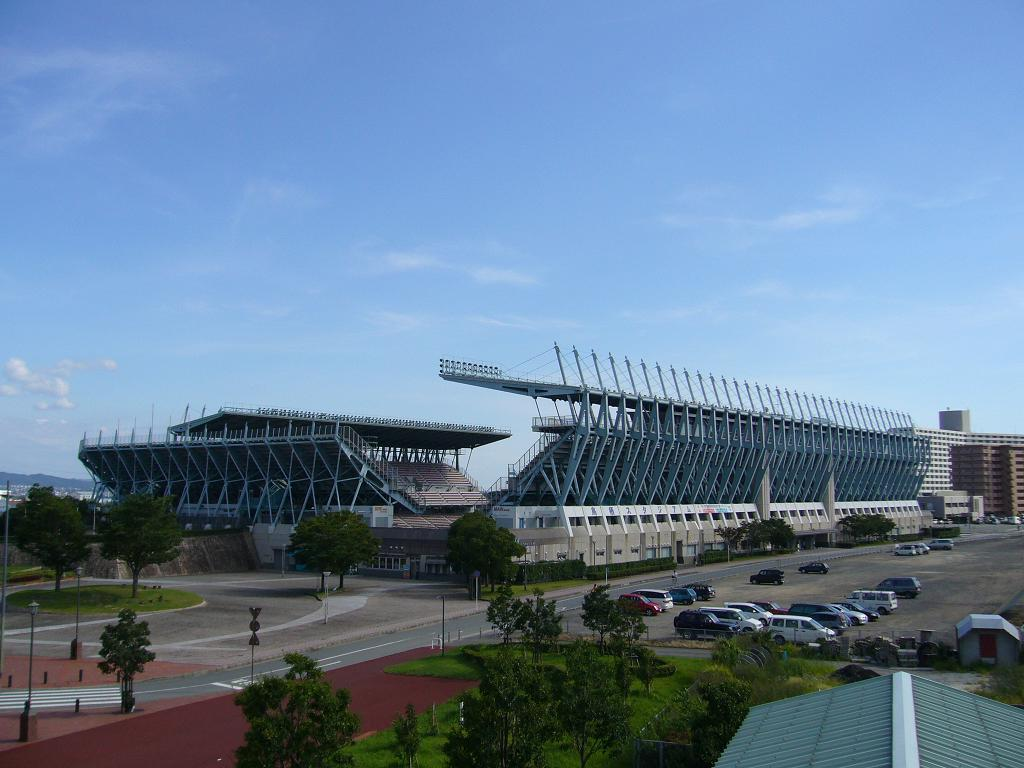
スタジアム外観
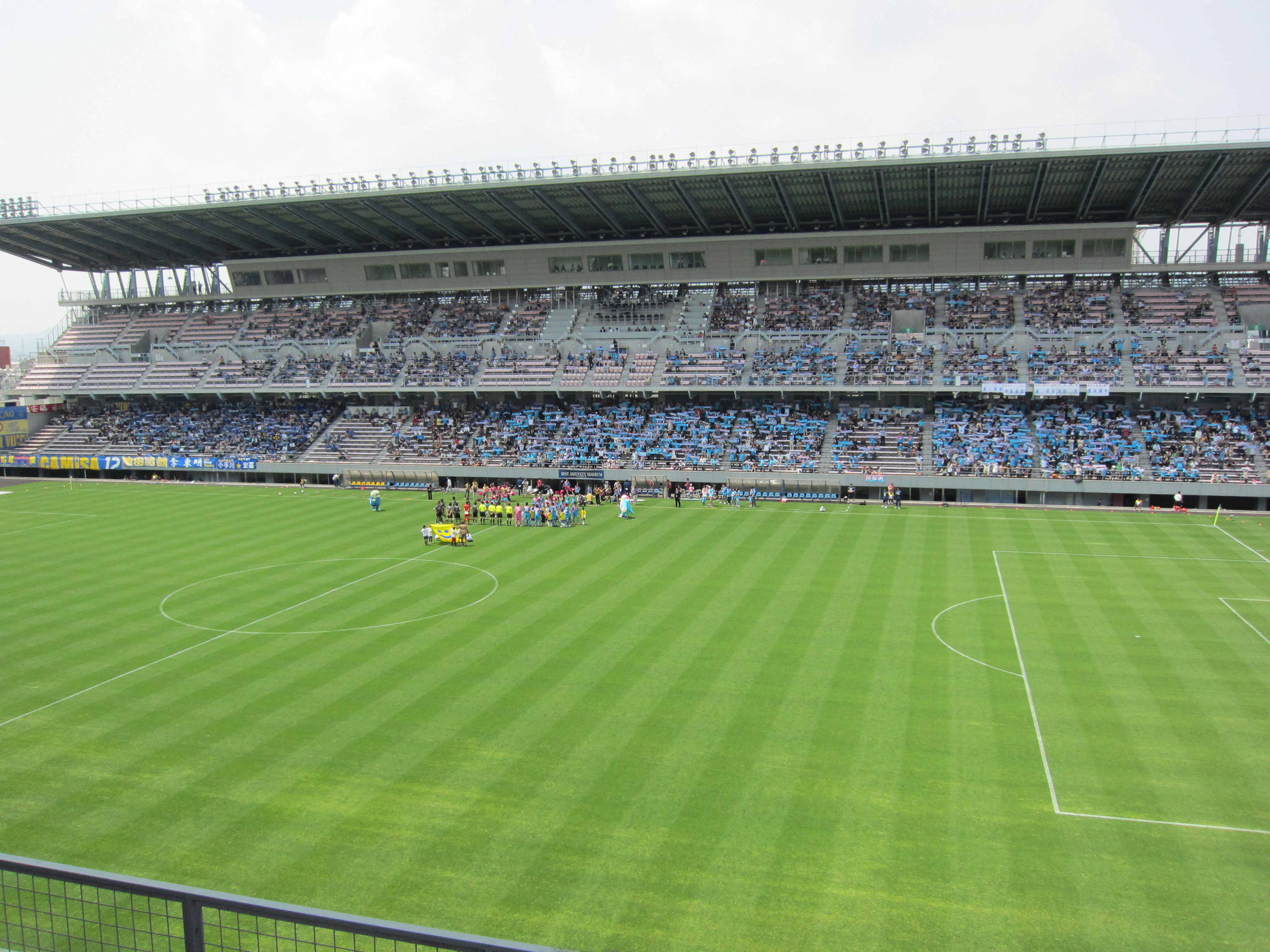
メインスタンド
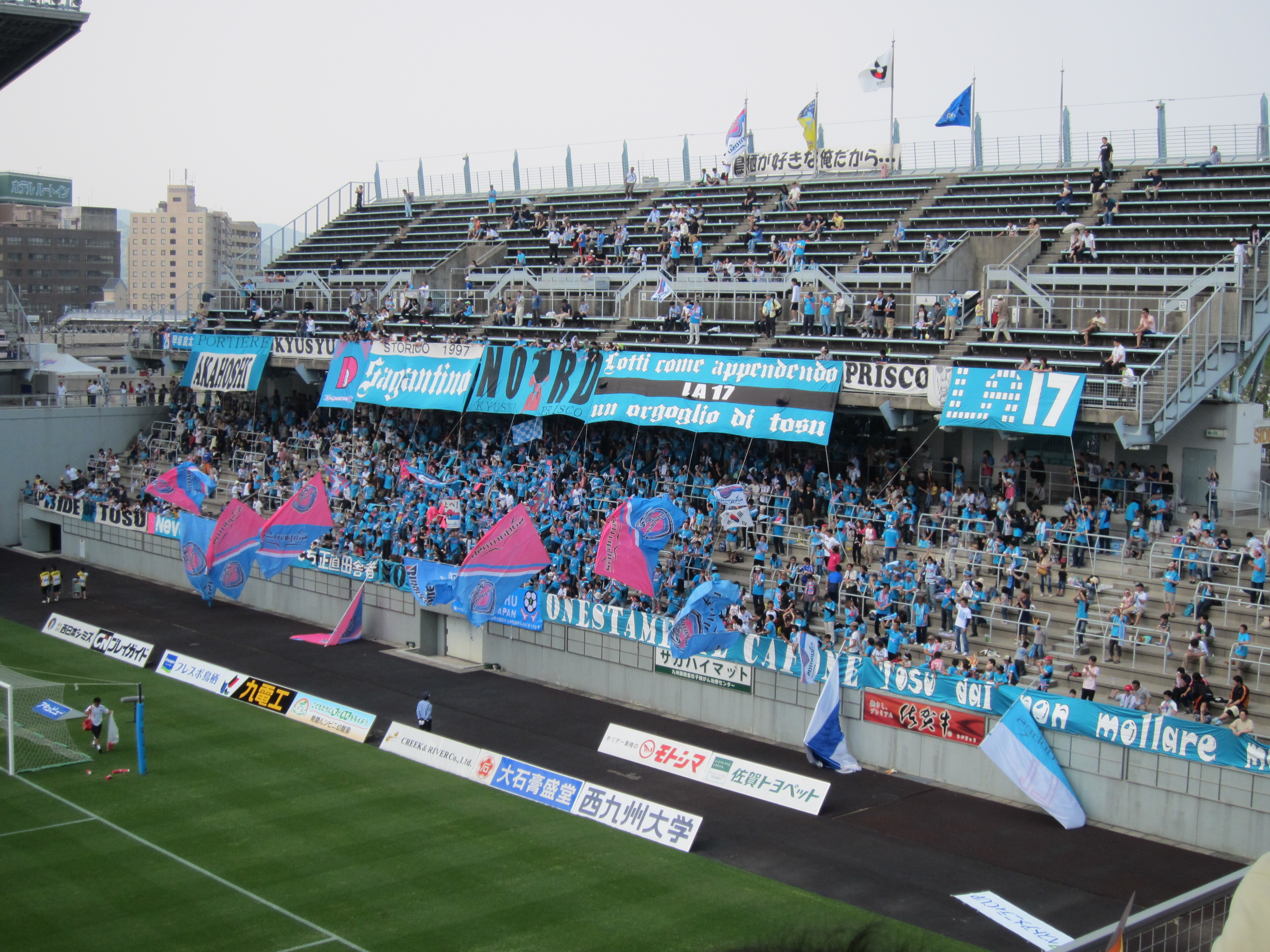
サガン鳥栖サポーター
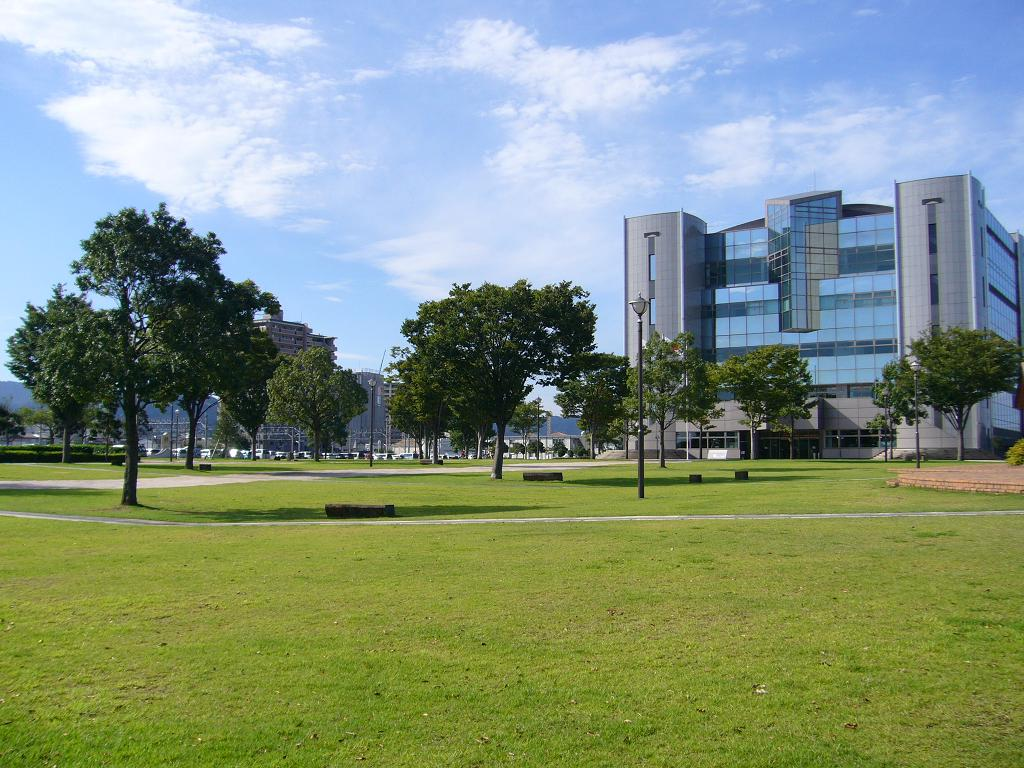
サンメッセ鳥栖と芝生広場

### 注記
1. ↑  クラブライセンスの基準では、1000人の観客に対して洋式5台、男性用8台が必要で、本スタジアムに換算すると、洋式125台、男性用200台が必要だが、改修前の時点では洋式102台、和式77台、男性用58台しかなかった[10]。
2. ↑  雷雨による日程変更のため準決勝までで開催打ち切り。準決勝の勝者2校が優勝とされた。